# Aleš Šteger
Aleš Šteger, född 31 maj 1973, är en slovensk författare och en av Centraleuropas ledande litterära personligheter. 

## Biografi
Aleš föddes i Ptuj i det forna Jugoslavien, men som nu ligger i Slovenien. Han har studerat litteraturvetenskap och tyska vid universitetet i Ljubljana, Slovenien. Under sin uppväxt fick han se hur landet splittrades men även framväxten av nationella renässanser och nybildningen av nationer. Han är nu bosatt och verksam i Ljubljana.

## Verk
Šteger publicerade sin första bok, diktsamlingen Šahovnice ur (Timmarnas schackbräden) 1995, när han var 22 år och vann ett flertal priser för den samt nådde en större läsekrets än den normala poesipubliken. Hittills har han publicerat fem diktsamlingar, en påhittad reseskildring om Peru och en novell och en essäsamling. I sina texter ställer han frågor som: Vem är jag? Vilka medel kan man använda för att beskriva världen? Vilket av mina "jag" beskriver världen? Vem känner till världen och med vilken säkerhet? Vem talar genom min mun? 
Štegers verk har översatts bland annat till svenska, engelska, tyska, franska, ungerska och kroatiska. Han är en av de mest översatta slovenska författarna ur den postjugoslaviska generationen och hans dikter har blivit publicerade i över 40 internationella tidskrifter. 
Före 1990 fokuserades den inhemska litterära kritiken på ett fåtal poeter som man såg som centrala i den slovenska litteraturen. Politiken var den sammanhållande länken mellan författarna. Men det har skett en dramatisk förändring i detta avseende, det har uppstått ett fragmenterat utrymme i den slovenska litterära världen där författarna låter sig influeras av både den inhemska litteraturen såväl som översatta utländska verk. Šteger har översatt ett flertal verk till slovenska samt introducerat utländska poeter i Slovenien till exempel Tomas Tranströmer. Šteger är en centralfigur i det slovenska litteraturlivet eftersom han är en av personerna bakom den alternativa bokhandeln Knjigarna Tranströmer i Ljubljana och förlaget Beletrina. Förutom detta står han bakom den internationellt välrenommerade poesifestivalen i Medana, Slovenien. Man betraktar honom som en av de ledande representanterna ur den postjugoslaviska generationens poeter. Hans verk blickar bortom Adriatiska havet och över Alperna. I hans verk vägrar Šteger kännas vid begränsningar och gränser mellan olika konstarter och genrer, samtidigt som de bär vidare det slovenska arvet och Dane Zajc mentorskap.  
I Knjiga reči (Tingens bok) skriver Šteger om triviala saker som oftast går oss förbi. Läsaren möts av smått absurda dikter om bland annat russin, salt, ägg, skor, vindrutetorkare och tandpetare. Han förmänskligar tingen och de har ett mänskligt beteende men de förblir utan ett jag. Här ser man vissa likheter med fransmannen Francis Ponges bok Ur tingens synpunkt. Skillnaden mellan dem är att Ponge vill skapa en trygghet med sina precisa beskrivningar och eftersträvar en metafysisk säkerhet medan Štegers objekt inte är konkreta utan abstrakta och föds ur ordet och är ännu odefinierade. 
Hans andra bok i svensk översättning är essäsamlingen Berlin som består av trettioen poetiska essäer i vilka han skildrar en planlös vandring i historien och litteraturen. I boken tar Šteger avstamp i sitt årslånga boende där och skildrar staden som en kropp i en metaforisk odyssé med förträngningar och förstoppningar. Men det är även en skildring av de olika politiska idériktningar som funnits i Europa och deras konsekvenser. År 2007 fick boken det slovenska priset Rožanceva nagrada, priset till årets bästa bok